# District de Lučenec
Le district de Lučenec est un des 79 districts de Slovaquie. Il est situé dans la région de Banská Bystrica.

## Démographie

### Évolution de la population
| Année:               | 1994.  | 2004.   | 2014.   | 2024.   |
| -------------------- | ------ | ------- | ------- | ------- |
| Nombre de personnes: | 73 470 | 73 287  | 74 401  | 68 623  |
| Différence:          |        | -0,24 % | +1,52 % | -7,76 % |

| Année:               | 2023.  | 2024.   |
| -------------------- | ------ | ------- |
| Nombre de personnes: | 69 018 | 68 623  |
| Différence:          |        | -0,57 % |

## Liste des communes

### Ville
- Lučenec
- Fiľakovo

### Villages
Ábelová, Belina, Biskupice, Boľkovce, Budiná, Bulhary, Buzitka, Čakanovce, Čamovce,  Divín, Dobroč, Fiľakovské Kováče, Gregorova Vieska, Halič, Holiša, Jelšovec, Kalonda, Kotmanová, Lehôtka, Lentvora, Lipovany, Lovinobaňa, Lupoč, Ľuboreč, Mašková, Mikušovce, Mučín, Mýtna, Nitra nad Ipľom, Nové Hony, Panické Dravce, Pinciná, Pleš, Podrečany, Polichno, Praha, Prša, Píla, Radzovce, Rapovce, Ratka, Ružiná, Stará Halič, Šiatorská Bukovinka, Šurice, Šávoľ, Šíd, Tomášovce, Točnica, Trebeľovce, Trenč, Tuhár, Veľká nad Ipľom, Veľké Dravce, Vidiná